# Exposição antropológica de 1882
A Exposição Antropológica de 1882 foi um dos eventos científicos mais importantes do Brasil oitocentista, realizada pelo Museu Nacional do Rio de Janeiro e fortemente influenciada pelo Darwinismo.
Na Exposição, organizada pelo Museu Nacional na Quinta da Boa Vista, foi apresentado um grupo de Botocudos, de modo relacionável à reificação do mito do selvagem, importante componente da cultura europeia e mais especificamente da construção do conhecimento antropológico no Oitocentos 

## História
Na segunda metade do Século XIX - sobretudo a partir da década de 1870 -, a popularização das teorias evolucionistas, em ascensão na Europa, motivou grande incremento de instituições de caráter científico na América Latina, e fez dos museus os locais preferenciais de exposição dessas teorias.
Tais teorias foram adaptadas e tomaram formato específico no Brasil, no intuito de legitimar algumas especulações acerca da posição em que se encontrariam índios, negros e mestiços, na cadeia evolutiva sugerida por Darwin.
Foi nesse cenário que, em 1882, o Museu Nacional, dirigido por Ladislau Netto, enquanto entidade geradora de pesquisas e questões acadêmicas, promoveu a Exposição Antropológica Brasileira. Para reunir o acervo a ser mostrado na Exposição, Netto enviou solicitações para todas as províncias: os moldes de Botocudo chegaram de Goiás e do Espírito Santo; objetos etnológicos vieram do Amazonas e Mato Grosso; peças líticas e cerâmicas foram remetidas pelo Museu Paranaense, além de coleções particulares. Os livros foram emprestados da Biblioteca Nacional.
Segundo o Guia da Exposição, as coleções foram organizadas em oito salões, especialmente redecorados para a ocasião, que receberam os nomes de naturalistas e missionários do passado, como Pero Vaz de Caminha, Jean de Léry, Gabriel Soares de Sousa, José de Anchieta, Alexandre Rodrigues Ferreira, e cientistas contemporâneos, como Martius, Hartt e Lund. Em cada uma destas seções foram exibidos variados objetos arqueológicos, em maior ou menor número. A sala Lund foi a que mais recebeu restos humanos fossilizados, enquanto que a Hartt continha a maior parte dos fragmentos cerâmicos e a Lery os restos de sambaquis.
Para noticiar o evento ao grande público, a Exposição contou com a presença de jornalistas dos principais periódicos da cidade, entre eles o famoso (e também temido) caricaturista, Angelo Agostini, e o fotógrafo Marc Ferrez. 
Prestigiada pela presença do próprio imperador, D. Pedro II, e da princesa Isabel, a Exposição foi inaugurada em 29 de julho de 1882, estendendo-se ao longo de três meses. Teve um público de mais de mil visitantes, um verdadeiro êxito no país, com repercussão internacional.

### Zoológico humano
Sete pessoas pertencentes a etnia Nak-Nanuk (segundo o Jornal do Commercio de 2 de julho de 1882), foram enganadas e trazidas a força para serem expostas ao que hoje é conceituado como zoológicos humanos.  Um ofício escrito de próprio punho pelo presidente da província do Espírito Santo, Herculano Marcos Inglez de Souza, endereçado a Ladislau Netto, afirmou que: embora não pudesse satisfazer os pedidos que foram feitos com relação à Exposição Antropológica, envia uma “familia” de sete pessoas “indigenas do Rio Dôce”. Inglez de Souza também afirmou que “teve de lutar com grande difficuldade para lhe enviar estes [índios]”. Outro relato que reforça que os indígenas foram trazidos contra sua vontade é do de Joaquim Ayres, fotógrafo da expedição ao Rio Doce, que afirma que os mesmos por várias vezes teriam fugido durante  o transporte para o Rio de Janeiro.
Além dos Botocudos, provenientes do Espírito Santo, outros três indígenas da tribo Xerente, de Minas Gerais foram levados para serem expostos.